# Parlamentswahl in Simbabwe 2008
Die Parlamentswahl in Simbabwe 2008 fand zusammen mit der Präsidentschaftswahl und Kommunalwahlen am 29. März 2008 statt. Es waren insgesamt 5,9 Millionen Simbabwer zur Wahl aufgerufen.

## Wahlergebnis
Neu gewählt wurden 207 von 210 Parlamentssitzen.
| Partei                                    | Parteivorsitzender | Sitze | Stimmenanteil |
| ----------------------------------------- | ------------------ | ----- | ------------- |
| Movement for Democratic Change (MDC)      | Morgan Tsvangirai  | 99    | 42,9 %        |
| Movement for Democratic Change (MDC)      | Arthur Mutambara   | 10    | 8,4 %         |
| Zimbabwe African National Union (ZANU-PF) | Robert Mugabe      | 97    | 45,9 %        |
| sonstige Parteien                         |                    | 0     | 0,5 %         |
| unabhängige Kandidaten                    |                    | 1     | 2,3 %         |